# تارو کودو
تارو کودو (انگلیسی: Taro Kudo؛ زادهٔ) آهنگساز، و مهندس اهل ژاپن است.